# Cetatea dacică de la Jigodin
Cetatea de la Jigodin este o fortificație dacică situată pe teritoriul României, în apropierea orașului Miercurea Ciuc, județul Harghita.